# Yongzhou
Yongzhou, tidigare romaniserat som Yungchow, är en stad på prefekturnivå i Hunan-provinsen i södra Kina. Centralorten är belägen på Xiangflodens södra bank som formas där Xiang- och Xiaofloderna möts. Orten gränsar till både Guangxi och Guangdong i söder.

## Administrativ indelning
Yongzhou består av två stadsdistrikt, sju härad och ett autonomt härad:
- Stadsdistriktet Lengshuitan 冷水滩区, 1 218 km², 490 000 invånare;
- Stadsdistriktet Lingling 零陵区, 1 959 km², 580 000 invånare;
- Häradet Dong'an 东安县, 2 211 km², 590 000 invånare;
- Häradet Dao 道县, 2 441 km², 670 000 invånare;
- Häradet Ningyuan 宁远县, 2 508 km², 740 000 invånare;
- Häradet Jiangyong 江永县, 1 633 km², 250 000 invånare;
- Häradet Lanshan 蓝山县, 1 807 km², 350 000 invånare;
- Häradet Xintian 新田县, 1 004 km², 370 000 invånare;
- Häradet Shuangpai 双牌县, 1 739 km², 170 000 invånare;
- Häradet Qiyang 祁阳县, 2 519 km², 980 000 invånare;
- Det autonoma häradet Jianghua för yao-folket 江华瑶族自治县, 3 216 km², 460 000 invånare.